# 栗林達
栗林 達(くりばやし とおる、1982年6月26日 - )は日本プロポケットビリヤード連盟(JPBA)所属のプロポケットビリヤード選手（第39期生）。福井県出身。愛称は「クリ」、「超人」。ジャストドゥイット所属。

## 来歴・人物
1982年、福井県に生まれる。学生時代はバスケットボールが得意で福井県選抜のメンバーとして選出された。CUE'Sによれば「伝説的な選手だった」と評価されていた。
17歳でビリヤードを始める。福井県のビリヤード店「キャロム」においてビギナー対象のトーナメントが開催された際に優勝、ほどなくして同店が開催したC級になりたてプレイヤーを対象としたトーナメントでも優勝した。最初の来店から1年ほど経った頃、同店に通い始めるようになり、後にアルバイトとして雇われた。しかし、アルバイトをしていては店長の道川浩(トップアマチュアプレーヤー)と対戦ができないとの理由から辞職、交通整理のアルバイトを昼間に行い、夜に同店を訪れて道川と対戦を重ねた。栗林の行動からビリヤードに対する熱意を感じた道川は、交友しているプロプレイヤー(高橋邦彦、利川章雲、川端聡、桧山春義ら)と栗林を引き合わせるなどした。
高橋邦彦に続き、アマチュアビリヤード界における二大タイトル「名人位」「球聖位」を同時制覇。防衛戦には、「北陸から世界へ」の垂れ幕を持参した地元から大応援団が駆けつけた。
2005年、プロテストに合格。アマチュア選手としての実績によりボーラードゲームで行う実技試験は免除された。
2010年、ワールドプールマスターズにおいて日本人最高位である準優勝し、地元の新聞などで紹介された。同年10月13日、同連盟所属の福家美幸との入籍を自身のブログで報告。その後、息子が誕生、父親に。

## 主な海外成績
- 2009年 チャイナオープン・5位タイ
- 2010年 ワールドプールマスターズ・準優勝、ワールドカップオブプール・日本代表・9位タイ
- 2011年 世界選手権・5位タイ

## 主な国内成績
- 2006年 西日本グランプリ第2戦・優勝
- 2007年 西日本グランプリ第5戦・優勝、第40回全日本選手権・準優勝（日本人最高位）、日本ランキング4位
- 2008年 北陸オープン・準優勝、日本ランキング4位
- 2009年 西日本GP第4戦・優勝、北陸オープン・準優勝
- 2010年 ジャパンオープン・3位タイ、西日本グランプリ第2戦・優勝、日本ランキング4位
- 2011年 関西ナインボールオープン・優勝、東日本グランプリ第6戦・優勝、関東オープン・優勝、東日本グランプリ第7戦・優勝、日本ランキング1位
- 2012年 世界チーム戦日本代表・準優勝、東日本グランプリ第5戦・優勝
- 2013年 グランプリイースト第6戦・第7戦優勝、東日本ランキング2位
- 2014年 グランプリイースト第3戦・第4戦・第5戦優勝、兵庫オープン優勝
- 2015年 グランプリイースト第3戦・第5戦優勝、ジャパンオープン準優勝、北陸オープン準優勝
- 2016年 ジャパンオープン準優勝、北陸オープン準優勝、グランプリイースト第7戦優勝
- 2017年 グランプリイースト第1戦優勝

## アマチュア時代の戦績
- 2004年 第13期球聖位、第44期名人位、奈良エキサイトオープン・優勝他

## メディア出演
- JUST DO ITの配信するインターネット番組『超人列伝』（メインパーソナリティ）

### DVD
- バランスと戦術(MEZZ CUES)
- 初心者に贈る ポケットビリヤードの世界(MEZZ CUES)
- ビリヤード・トップ・ファイト・シリーズ 5-9バトルvol.2